# كورنيليوس توليوس
كورنيليس توليوس (حوالي 1628 - 13 يونيو 1654) باحث هولندي.

## حياته
ولد توليوس في رينن، درس في أوتريخت وبالتحديد في أمستردام بتوجيه ودي من جيرهارد يوهان فوسيوس، ورافق ابن جيرهارد إسحاق فوسيوس، الذي أصبح في عام 1648 أمين مكتبة في أوبسالا، وذهب معه إلى السويد. واتهمه رفيقه فيما بعد بسرقة بعض كتبه. وفي 12 أبريل 1648 عُيِّن توليوس أستاذًا للتاريخ واليونانية في جامعة هاردرفيك، وكان أيضًا سكرتيرًا لكلية المنسقين. وفي يناير 1654 خلف جورجيو هورنيوس كأستاذ للتاريخ والعلوم السياسية والجغرافيا. توفي توليوس بشكل غير متوقع في خاودا، بعد فترة وجيزة من زواجه في 5 مارس من مارغريتا فان كينت، ابنة عمدة خاودا، وهو لا يزال شابًا.